# It’s Funky Enough
«It’s Funky Enough» — первый и самый успешный сингл The D.O.C. с альбома «No One Can Do It Better».
Трек, который спродюсировал Dr. Dre, использует биты «Misdemeanor» соул группы The Sylvers. Трек появлялся в таких видеоиграх как Grand Theft Auto: San Andreas, True Crime: Streets of LA и Madden 2005. В 1993 году, рэпер Eazy-E засемплировал «It’s Funky Enough» в дисс-треке «Real Muthaphuckkin G’s», в котором он «наезжал» на Dr. Dre и Snoop Dogg.

## Список композиций
Промо 12"
1. «It’s Funky Enough» (LP version) — 4:29
2. «It’s Funky Enough» (instrumental) — 4:22
3. «It’s Funky Enough» (acappella) — 0:44
4. «No One Can Do It Better» (LP version) — 4:50
5. «No One Can Do It Better» (instrumental) — 4:50
6. «No One Can Do It Better» (acappella) — 1:12

Макси CD
1. «It’s Funky Enough» (LP version) — 4:29
2. «It’s Funky Enough» (instrumental) — 4:22
3. «It’s Funky Enough» (acappella) — 0:44